# Organización Nacional Malaya de Singapur
La Organización Nacional Malaya de Singapur (en inglés: Singapore Malay National Organisation; en malayo: Pertubuhan Kebangsaan Melayu Singapura; en jawi: ڤرتوبوهن كبڠساءن ملايو سيڠاڤورا) abreviado como PKMS, Pekemas o Permas por sus siglas en malayo, es un partido político singapurense establecido el 19 de marzo de 1967, como sucesor de la seccional singapurense de la Organización Nacional de los Malayos Unidos (UMNO), partido gobernante de Malasia, luego de la independencia de Singapur de dicho país. Como uno de los partidos políticos más antiguos del país, la PKMS y sus partidos predecesores han participado en todas las elecciones desde la instauración del sufragio universal en 1955, pero sin conseguir acceder al Parlamento desde 1963. Está ligado también a la extinta Unión Malaya de Singapur.
Su ideología se centra mayormente en la defensa de los intereses de la minoría malaya de Singapur, el segundo grupo étnico más grande del país después de la mayoría china.  Como tal, aunque ha existido como una formación opositora al gobierno del hegemónico Partido de Acción Popular, ha apoyado algunas de sus políticas socialmente conservadoras y anticomunistas. Desde 2001 integra la coalición Alianza Democrática de Singapur (SDA) junto con el Partido de la Justicia de Singapur y el Frente Nacional de Singapur, así como previamente el Partido Popular de Singapur y el Partido de la Solidaridad Nacional.